# Oddziały Młodzieży Powstańczej

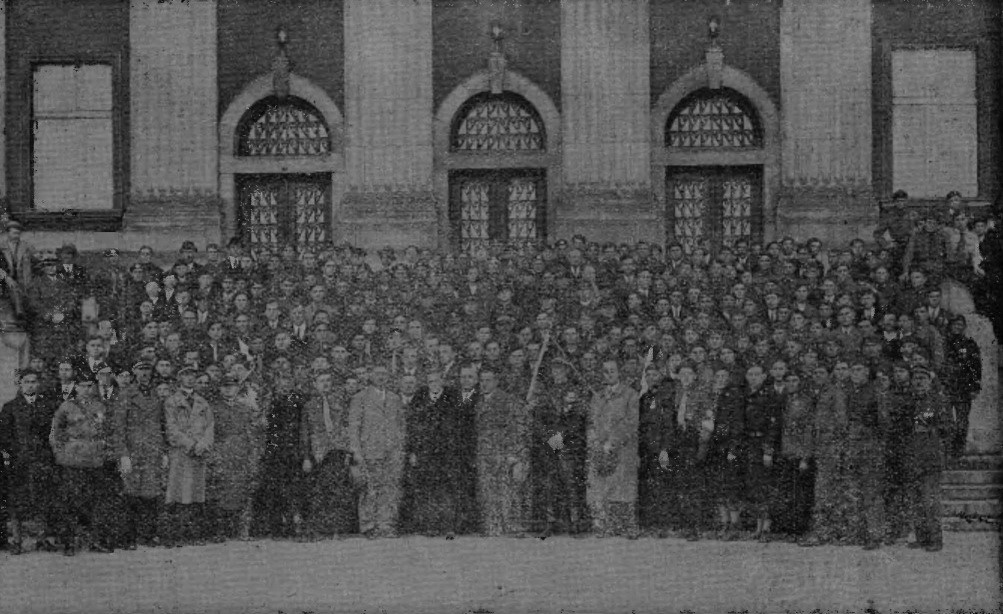
I Zlot Młodzieży Powstańczej w Katowicach 17 września 1934 roku. Uczestnicy zlotu, przywódcy Związku Powstańców Śląskich i kierownictwo O.M.P.

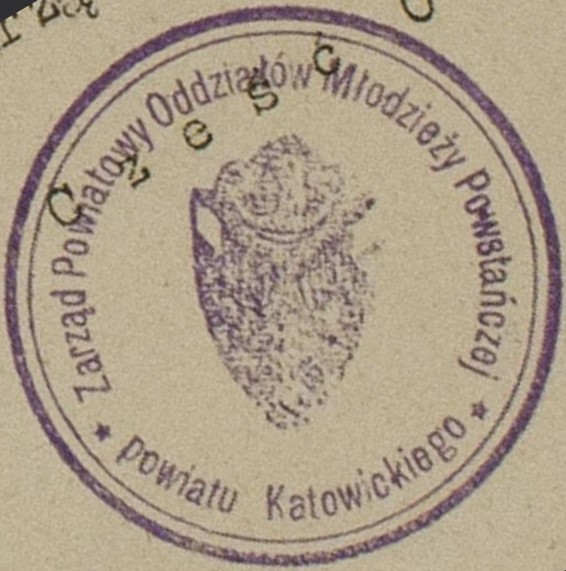
Pieczęć Zarządu Powiatowego Oddziałów Młodzieży Powstańczej z 1934 roku, powiat katowicki

Oddziały Młodzieży Powstańczej – polska młodzieżowa organizacja paramilitarna istniejąca na Górnym Śląsku w latach 1932–1939.

## Historia
Organizacja powstała z inicjatywy Związku Powstańców Śląskich. Kombatanci z tego związku, chcąc zaszczepić wśród młodzieży ideały żywiołu polskiego z okresu Powstań Śląskich, już w 1926 roku pod wpływem swych sanacyjnych przywódców tworzyli przy centrach związkowych grupy młodzieży męskiej i żeńskiej. Dla młodzieży szyto mundury, wzorując je na mundurach używanych przez hufce przysposobienia wojskowego i wychowania fizycznego. Po dojściu faszystów do władzy w Niemczech w 1933 roku, na Górnym Śląsku zorganizowano zakrojoną na szeroką skalę akcję agitacyjną, nawołującą młodzież do wstępowania w szeregi Oddziałów Młodzieży Powstańczej.
Sekretariat Oddziałów Młodzieży Powstańczej otwarto 16 marca 1933 w siedzibie przy ul. Młyńskiej 47 w Katowicach. Za jego funkcjonowanie odpowiadał referent oświatowy zarządu głównego związku Władysław Sala. Z okazji 12. rocznicy wybuchu III powstania śląskiego w kwietniu 1933 roku członkowie Związku Powstańców Śląskich rozplakatowali odezwę do młodzieży polskiej podpisaną przez członków zarządu głównego, m.in. Jana Lortza i Stanisława Mastalerza. Statut Oddziałów Młodzieży Powstańczej został przyjęty 26 stycznia 1934 roku. Do oddziałów mogły wstępować osoby narodowości polskiej, będące chrześcijanami. Członków zobowiązywano do służby na rzecz ojczyzny i narodu. Organizacja formowała swych członków pod względem oświatowym, kulturowym i sportowym. Oddziały Młodzieży Powstańczej posiadały własną szkołę instruktorów w Starej Wsi koło Pszczyny. Organem prasowym organizacji była „Młodzież Powstańcza” oraz wydawany w latach 1935–1937 kalendarz „Przewodnik Młodzieży Powstańczej”.
Dla przykładu oddział w Bogucicach (obecnie dzielnica Katowic), założony 24 marca 1933 przez 31 osób, w 1934 roku liczył 101 członków. Miał do dyspozycji własny lokal, w którym działały sekcje: oświatowa, teatralna, muzyczna, szachowa, koszykówki oraz tenisa stołowego. Oddział istniejący w Śródmieściu Katowic, liczący w momencie założenia 14 marca 1933 roku 27 członków, w 1934 roku liczył ich już 87. Oddział śródmiejski posiadał własną świetlicę, w której działały sekcje: teatralna i szachowa. Na terenie Katowic Oddziały Młodzieży Powstańczej prowadziły zajęcia sportowe, m.in. na Giszowcu na własnym lodowisku – hokeja na lodzie, na Załężu – lekkoatletyczną, koszykówki i tenisa stołowego. W ośrodku na Giszowcu trenował przyszły reprezentant kraju Alfred Gansiniec. Poszczególne oddziały organizacji posiadały własna kadrę instruktorską. Również Związek Powstańców Śląskich oddelegowywał do pracy z młodzieżą swoich przedstawicieli w osobach inspektorów.
W styczniu 1934 roku powołano Zarząd Główny Oddziałów Młodzieży Powstańczej. Na jego czele stanął Władysław Sala, następnie zastąpiony przez Adolfa Kempnego. O zabezpieczenie strony finansowej organizacji troszczyło się Towarzystwo Przyjaciół Młodzieży Powstańczej. Funkcję delegata Związku Powstańców Śląskich przy Oddziałach Młodzieży Powstańczej pełnił Józef Witczak, zastąpiony w 1938 roku przez Jana Wyglendę.
W przededniu wybuchu II wojny światowej w 1939 roku Oddziały Młodzieży Powstańczej liczyły 350 oddziałów z około 25 tysiącami członków. We wrześniu 1939 roku junacy (14–18 lat) i druhowie (18–25 lat) wzięli udział w samoobronie Śląska (kampania wrześniowa).
Członkowie Oddziałów Młodzieży Powstańczej wraz z powstańcami z okresu powstań śląskich weszli w skład Batalionów Obrony Narodowej oraz Ochotniczych Oddziałów Powstańczych wspierających Wojsko Polskie oraz Korpus Ochrony Pogranicza. Po wycofaniu się Armii „Kraków” obrońcy województwa śląskiego częściowo znaleźli się wraz z innymi żołnierzami polskimi najpierw we Francji, a następnie w Wielkiej Brytanii. Młodzież wraz z byłymi powstańcami broniła m.in. tzw. Domu Powstańca Śląskiego w Katowicach. Schwytanych obrońców Niemcy rozstrzelali. Niemiecka policja, wyposażona w listy Polaków przeznaczonych do eksterminacji, wprowadziła brutalne represje wobec przedwojennych działaczy polskich na Górnym Śląsku. Na obywateli polskich donosili również ich dawni sąsiedzi. Represje antypolskie dotknęły również członków przedwojennych Oddziałów Młodzieży Powstańczej, jako junackiej przybudówki Związku Powstańców Śląskich.
Po wojnie w 1945 władze komunistyczne powołały do istnienia Związek Weteranów Powstań Śląskich, do którego wstępować mieli powstańcy śląscy, uczestnicy walk z lat 1939–1945, członkowie Oddziałów Młodzieży Powstańczej oraz przedwojenni harcerze. W 1949 organizację tę rozwiązano, a jej członków wcielono do komunistycznego Związku Bojowników o Wolność i Demokrację.

## Upamiętnienia
Poległych w obronie ojczyzny członków Oddziałów Młodzieży Powstańczej uczczono tablicą we wnętrzu katowickiego Kościoła garnizonowego pw. św. Kazimierza Królewicza w Katowicach. Tablicę umieszczoną z inicjatywy druhów odsłonięto 3 maja 1985 roku.
Głaz i płyta upamiętniająca członków Oddziałów Młodzieży Powstańczej znajdują się na chodniku przy wlocie ul. Matejki na pl. Wolności w Katowicach.
Imię Oddziałów Młodzieży Powstańczej nosi plac zlokalizowany w Śródmieściu Katowic oraz ulica w Rudzie Śląskiej.